# Río Chermasán
El río Chermasán (en ruso: Чермасан) es un río de Baskortostán, en Rusia, afluente por la izquierda del río Belaya, que desemboca en el Kama, lo que le incorpora a la cuenca hidrográfica del Volga. Tiene una longitud de 186 km, una cuenca de 3.970 km², y un caudal de 10 m³/s.
Nace y fluye, en dirección globalmente nordeste, por la zona de los montes de Bugulma y Belebéi, desembocando en el curso medio del Bélaya, algunos kilómetros por debajo de la localidad de Kushnarenkovo. No existe ningún núcleo de relevancia en su curso. Permanece helado desde noviembre a abril, generalmente.